# Straßenbahn Waterville
Die Straßenbahn Waterville war ein Überlandstraßenbahnbetrieb in Maine (Vereinigte Staaten). Der Betrieb geht auf zwei anfangs unabhängig voneinander betriebene Straßenbahnen zurück.

## Geschichte

### Waterville–Fairfield
Zunächst wurde am 24. Februar 1887 die Waterville and Fairfield Railroad Company gegründet und am 21. November des Jahres aufgestellt. Sie eröffnete am 23. Juni 1888 eine 5,41 Kilometer lange Pferdebahn von Waterville nach Fairfield. Die Strecke begann an der Kreuzung Main Street/Silver Street und verlief entlang der Main Street, der College Avenue und der Main Street in Fairfield bis zur Ecke Bridge Street. Das Depot befand sich in Fairfield nahe dem Bahnübergang an der Main Street.
Am 12. Februar 1891 fusionierten die Waterville&Fairfield, die Waterville Electric Light and Power Company und die Fairfield Electric Light Company zur Waterville and Fairfield Railway and Light Company. Gleichzeitig erhielt die Bahngesellschaft die Genehmigung zum elektrischen Betrieb sowie zu einer Streckenverlängerung von Waterville nach North Vassalboro. Am 20. Juli 1892 wurde die Pferdebahn elektrifiziert und am 4. Oktober des Jahres in Waterville durch die Main Street und Water Street bis zur Ecke Grove Street verlängert. Die Gesamtlänge der Strecke betrug nun 7,89 Kilometer. Die Verlängerung nach Vassalboro wurde nicht gebaut.
Nach einem Konkurs der Gesellschaft wurde sie im Dezember 1897 unter gleichem Namen neu aufgestellt. Am 4. August 1898 verlängerte man die Bahn erneut durch die Grove Street bis zum Pine-Grove-Friedhof (Nähe Summer Street). Ab 1899 hatte die Bahn an der Endstelle in Fairfield Anschluss an die Straßenbahn Benton–Fairfield und ab 1907 außerdem an die Straßenbahn Fairfield–Shawmut. 1906 wurde die Strecke in Waterville schließlich durch die Grove Street bis zur Silver Street und 1910 durch die Silver Street bis zum Silver Court verlängert, wodurch sich die Gesamtstreckenlänge auf 8,2 Kilometer erhöhte. Ab dem 15. Dezember 1909 verkehrte die später in der Androscoggin and Kennebec Railway aufgegangene Überlandstraßenbahn von Waterville über North Vassalboro nach Augusta. Ihre Endstelle befand sich in der Common Street (Ecke Main Street). Von dort bis zum Abzweig Main Street/Bridge Street hatte die Bahn ein Mitbenutzungsrecht mit der Waterville&Fairfield vereinbart.

### Waterville–Oakland
Am 4. Juni 1902 gründete man die Waterville and Oakland Street Railway Company, um eine elektrische Straßenbahnstrecke von Waterville nach Oakland zu bauen. Die 8,7 Kilometer lange Strecke ging am 2. Juli 1903 in Betrieb. Sie begann an der Elm Street in Waterville, wo zunächst kein direkter Übergang zur Strecke nach Fairfield bestand. Von dort verlief sie durch die Elm Street, Western Avenue und Chase Avenue, Lincoln Street, dann weiter auf eigenem Bahnkörper bis zur Fairfield Street in Oakland. Dieser folgte die Strecke südwärts, um dann durch die Main Street, Church Street und Summer Street (heute Belgrade Road) bis zum Messalonskee Lake zu führen. Auf dem Streckenstück auf eigenem Bahnkörper befand sich auch eine 25 Meter lange stählerne Jochbrücke über den Messalonskee Stream.
Das Depot der Bahn befand sich an der Kreuzung Church Street/Summer Street in Oakland. Das Depotgebäude beherbergte bis 1923 auch einen Tanzsaal. Von der Endstelle der Bahn aus fuhr ein Ausflugsdampfer der Bahngesellschaft auf dem Messalonskee Lake. Zwischen der Bahntrasse und dem heutigen Kennedy Memorial Drive in Höhe Country Club Road baute die Bahn außerdem den Cascade Park, der weitere Fahrgäste anlocken sollte. Geplante Verlängerungen von Oakland aus nach Farmington oder Augusta wurden nicht gebaut.
Erst 1911 wurden die beiden Straßenbahnen in Waterville verbunden, indem die Strecke von Oakland durch die Elm Street und die heute in diesem Bereich überbaute Temple Street bis zur Kreuzung Temple Street/Main Street verlängert wurde.

### Fusion und Ende des Bahnbetriebs
Am 8. September 1911 kaufte die noch heute existierende Central Maine Power Company beide Bahngesellschaften auf. Die Waterville&Oakland Street Railway und der Bahnbetriebsteil der Waterville&Fairfield fusionierten am 20. November 1911 zur Waterville, Fairfield and Oakland Railway. Die Gesamtstreckenlänge belief sich auf 16,51 Kilometer.
Am 10. Oktober 1937 endete der Betrieb auf beiden Linien. Busse übernahmen die Verkehrsaufgaben und 1938 wurden die Gleise abgebaut.